# Морис (филм)
Морис (енгл. Maurice) je британски романтични драмски филм из 1987. у режији Џејмса Ајворија, заснован на истоименом роману Е. М. Форстера из 1971. године. У филму глуме Џејмс Вилби као Морис, Хју Грант као Клајв и Руперт Грејвс као Алек.

## Радња
Два пријатеља, Морис и Клајв, заљубљују се током школовања на Кембриџу. Како би сачувао репутацију у друштву, Клајв одустаје од Мориса и одлучује да се ожени. Морис потом упознаје Алека са којим започиње романсу.

## Улоге
| Глумац        | Улога       |
| ------------- | ----------- |
| Џејмс Вилби   | Морис       |
| Хју Грант     | Клајв       |
| Руперт Грејвс | Алек        |
| Денхолм Елиот | Доктор Бери |

## Награде
Филмски фестивал у Венецији
- Награда за најбољег глумца — Џејмс Вилби и Хју Грант (1987)
- Сребрни лав за најбољу режију — Џејмс Ајвори (1987)
- Златна осела за најбољу музику - Ричард Робина (1987)[4]

Оскар
- Номинација за најбољи дизајн костима — Џени Биван и Џон Брајт (1988)[5]